# Sciapus haemorhoidalis
Sciapus haemorhoidalis är en tvåvingeart som beskrevs av Becker 1923. Sciapus haemorhoidalis ingår i släktet Sciapus och familjen styltflugor. Inga underarter finns listade i Catalogue of Life.